# Liste der Monuments historiques in Ludes
Die Liste der Monuments historiques in Ludes führt die Monuments historiques in der französischen Gemeinde Ludes auf.

## Liste der Objekte
| Bezeichnung                                       | Beschreibung                                                                         | Standort                                    | Kennzeichnung | Schutzstatus | Datum | Bild |
| ------------------------------------------------- | ------------------------------------------------------------------------------------ | ------------------------------------------- | ------------- | ------------ | ----- | ---- |
| Gemälde Kreuzigung                                | Ölfarbe auf Leinwand, 18. Jahrhundert                                                | in der Kirche St-Jean-Baptiste (Lage)       | PM51003365    | Inscrit      | 1995  |      |
| Gemälde Madonna mit Kind                          | Ölfarbe auf Leinwand, 17. Jahrhundert                                                | in der Kirche St-Jean-Baptiste (Lage)       | PM51003585    | Inscrit      | 1989  |      |
| Grabstein mit Kreuzigungsrelief                   | Stein, 16. Jahrhundert                                                               | in der Kirche St-Jean-Baptiste (Lage)       | PM51003584    | Inscrit      | 1989  |      |
| Skulptur Sitzende Madonna mit Kind und Weintraube | Stein, 15. Jahrhundert                                                               | außen an der Kirche St-Jean-Baptiste (Lage) | PM51000521    | Classé       | 1915  |      |
| Hauptaltar                                        | Retabel und zwei Gemälde; Stein, Marmor, sowie Ölfarbe auf Leinwand, 17. Jahrhundert | in der Kirche St-Jean-Baptiste (Lage)       | PM51003581    | Inscrit      | 1989  |      |
| Gemälde Taufe Christi                             | Ölfarbe auf Leinwand, 17. Jahrhundert                                                | in der Kirche St-Jean-Baptiste (Lage)       | PM51003582    | Inscrit      | 1989  |      |
| Gemälde Rast auf der Flucht nach Ägypten          | Ölfarbe auf Leinwand, 17. Jahrhundert                                                | in der Kirche St-Jean-Baptiste (Lage)       | PM51003583    | Inscrit      | 1989  |      |
| Gemälde Tobias’ Rückkehr                          | Ölfarbe auf Leinwand, 18. Jahrhundert                                                | in der Kirche St-Jean-Baptiste (Lage)       | PM51003364    | Inscrit      | 1995  |      |